# Anthony Orji
Anthony Orji – nigeryjski piłkarz grający na pozycji napastnika. W swojej karierze grał w reprezentacji Nigerii.

## Kariera reprezentacyjna
W 1982 roku Orji został powołany do reprezentacji Nigerii na Puchar Narodów Afryki 1982. Zagrał w nim w dwóch meczach grupowych: z Etiopią (3:0), z Algierią (1:2) i z Zambią (0:3).